# Grumman F3F

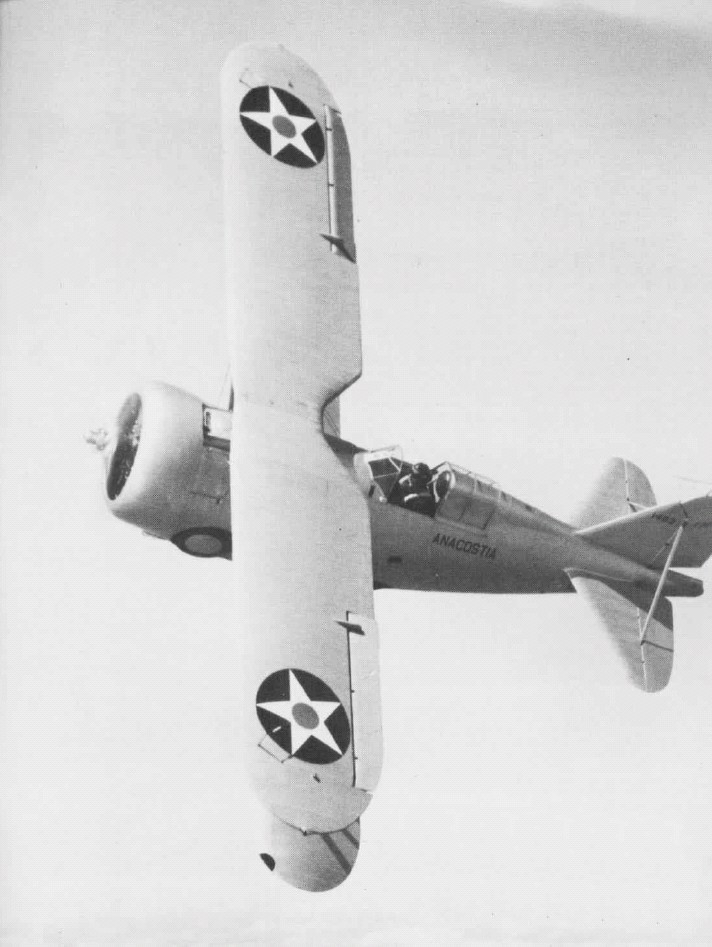
F3F-2 der NAS Anacostia

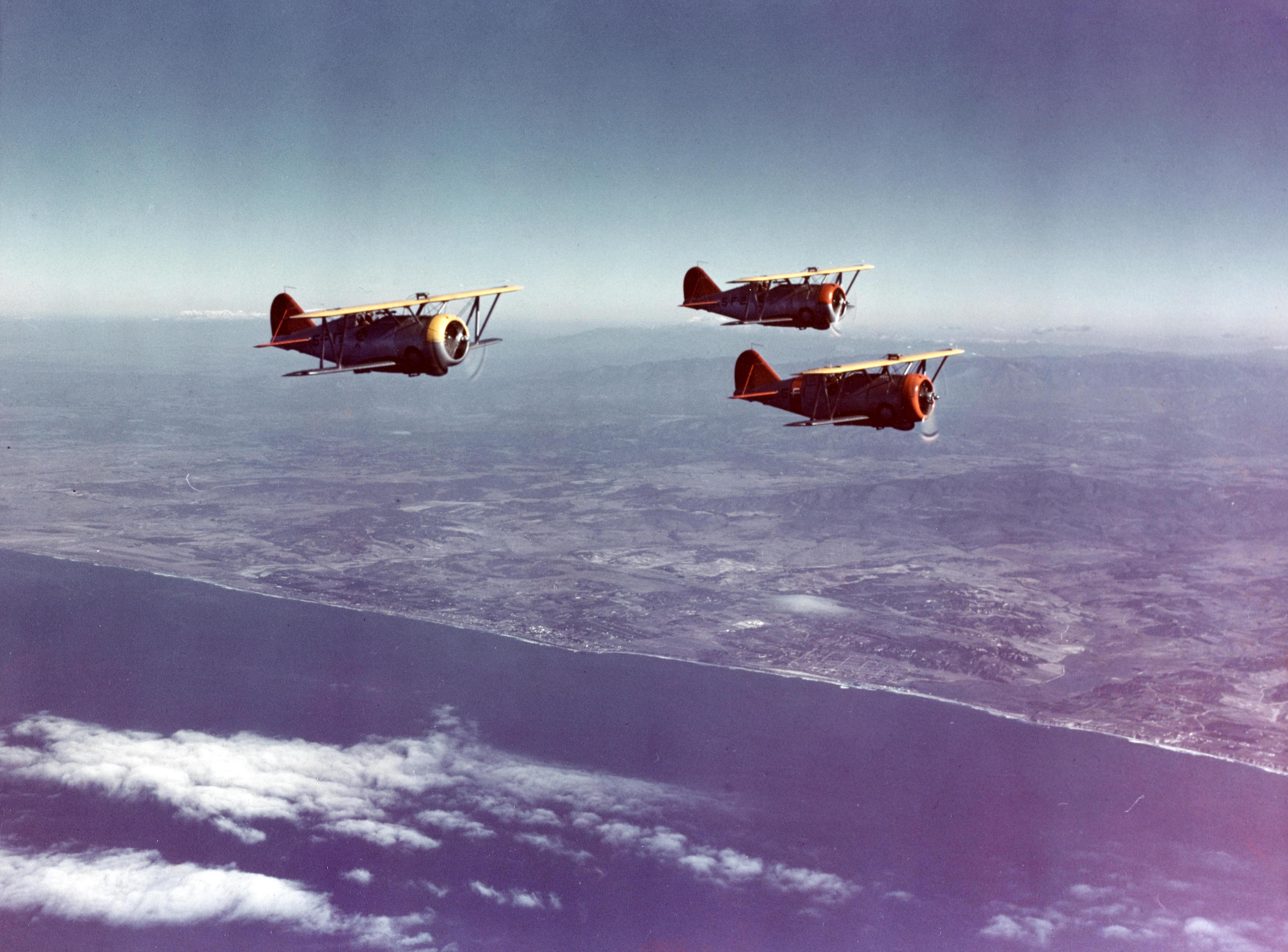
F3F-3 der VF-5 über der Küste Südkaliforniens, ca. 1939–40

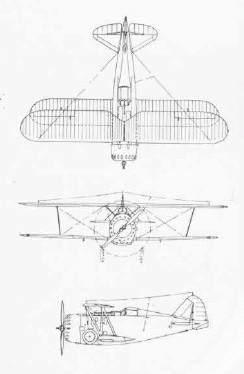
Dreiseitenriss einer F3F-1

Die Grumman F3F basierte auf der Grumman FF und F2F und war das letzte an die United States Navy gelieferte Jagdflugzeug, das als Doppeldecker ausgelegt war. Es wurde ab 1936 bei der US Navy und dem Marine Corps eingeführt.

## Geschichte
Die F3F entstand durch eine Ausschreibung aus dem Jahre 1934, die in die Bestellung eines Prototyps am 15. Oktober 1934 mündete. Am 20. März 1935 flog der erste Prototyp, die XF3F-1, aber bereits am 22. März 1935 kam der Pilot Jimmy Colins ums Leben, als er das Flugzeug den US-Militärs vorführte. Trotz weiterer Schwierigkeiten bei der Erprobung des neu aufgebauten Prototyps wurde am 24. August 1935 ein Auftrag über 54 Maschinen F3F-1 vergeben, von denen die ersten im Januar 1936 geliefert wurden. Es folgte 1937 die verbesserte Version F3F-2 sowie 1938 die Version F3F-3. Aufgrund der Rumpfform wurden die F3F – und die ähnliche F2F – als „Flying Barrels“ (Fliegende Fässer) bezeichnet.
Die Maschinen kamen unter anderem auf den Flugzeugträgern Saratoga, Ranger, Yorktown, Enterprise und Wasp zum Einsatz.
Die F3F wurden nicht mehr im Pazifikkrieg eingesetzt, da die letzte Jagdstaffel (VF-5) bereits am 20. Juni 1941 aus dem aktiven Dienst zurückgezogen wurde. Sie dienten danach als Schulflugzeuge und wurden im November 1943 ganz aus dem Dienst genommen.
Für die Ölgesellschaft Gulf Oil wurden ab 1938 mehrere zivile Varianten (G-22, G-32 und G-32A) gebaut. Die zwei Flugzeuge vom Muster G-32 wurden ab November 1942 als UC-103 von der USAAF eingesetzt.

## Varianten
- XF3F-1 (Firmeninterne Bezeichnung G-11), Pratt & Whitney R-1535-72-Sternmotor,

Bu.No. 9727   c/n 257 (3 Stück mit der gleichen Bu.No. und auch der gleichen Fabriknummer)
- F3F-1 (Firmeninterne Bezeichnung G-11), 650 PS, Pratt & Whitney R-1535-84-Sternmotor,

Bu.No. 0211-0264   c/n 271-324 (54 Stück),
- XF3F-2 (Firmeninterne Bezeichnung G-19),

Bu.No. 0452   c/n 354 (1 Stück)
- F3F-2 (Firmeninterne Bezeichnung G-19), 862 PS,[7] Wright R-1820-22-Sternmotor,

Bu.No. 0967-1047   c/n 265-445 (81 Stück),
- XF3F-3 (Firmeninterne Bezeichnung G-19), 950 PS, Wright R-1820-22-Sternmotor,

Bu.No. 1031 (1 Umbau aus einer Serien F3F-2)
- F3F-3 (Firmeninterne Bezeichnung G-19), 950 PS, Wright R-1820-22-Sternmotor,

Bu.No. 1444-1470   c/n 478-504 (27 Stück)
- XF3F-4,  950 PS, Wright R-1820-22-Sternmotor,

Bu.No. 1031   c/n 429; Umbau einer F3F-2, mit einer modifizierten Motorhaube, Flügelvorderkante und Cockpitdach.
- G-22 Gulfhawk II, zivile Version (Mischung aus F2F und F3F)

Zivile Registrierung NR1050   c/n 355  (1 Stück)
- G-32 Gulfhawk III, zivile Version, Wright R-1820-G5-Sternmotor,

Zivile Registrierung NR1051   c/n 446 (1 Stück)
- G-32A Gulfhawk, zivile Version, 950 PS Wright SR-1820-F52-Sternmotor,

Zivile Registrierung NC1326 & NC46110   c/n 447 (1 Stück)
Die Zusammenstellung der Liste beruht teilweise auf: Francillon, Grumman Aircraft since 1929 (S. 83–91).

## Museumsflugzeuge
Heute gibt es noch vier flugfähige Maschinen, dabei handelt es sich um die G-32A (NC46110) und drei F3F-2
- F3F-2 :Bu.No. 0972   c/n 370 Zivile Registrierung: N20RW
- F3F-2 :Bu.No. 1028   c/n 426 Zivile Registrierung: N26KW
- F3F-2 :Bu.No. 1033   c/n 431 Zivile Registrierung: N20FG

## Technische Daten
| Kenngröße              | F3F-3                                                    |
| ---------------------- | -------------------------------------------------------- |
| Länge:                 | 7,06 m                                                   |
| Flügelspannweite:      | 9,76 m                                                   |
| Tragflügelfläche:      | 24,4 m²                                                  |
| Höhe:                  | 2,85 m                                                   |
| Antrieb:               | ein Wright R-1820-22 Cyclone Sternmotor, 950 PS (709 kW) |
| Höchstgeschwindigkeit: | 425 km/h                                                 |
| Reichweite:            | 1.577 km                                                 |
| Besatzung:             | ein Pilot                                                |
| Dienstgipfelhöhe:      | 10.122 m                                                 |
| Leergewicht:           | 1.490 kg                                                 |
| Fluggewicht:           | 2.175 kg                                                 |
| Bewaffnung:            | Zwei 7,62 mm vorwärtsfeuernde Browning-MGs               |